# タブケア
座標: 北緯2度01分05秒 西経157度29分16秒 / 北緯2.018084度 西経157.487729度
タブケア (Tabwakea) はキリバスの集落である。キリスィマスィ島に位置する。2010年の人口は2,311人で、キリスィマスィ島およびライン諸島全体の中で最大の村である。